# 胡力海原种繁殖场
胡力海原种繁殖场是中国内蒙古自治区通辽市科尔沁区下辖的一个类似乡级单位。

## 行政区划
胡力海原种繁殖场共辖以下地区：一分场、二分场、三分场、四分场、五分场、六分场和八分场。